# Paunzhausen
Paunzhausen – miejscowość i gmina w Niemczech, w kraju związkowym Bawaria, w rejencji Górna Bawaria, w regionie Monachium, w powiecie Freising, wchodzi w skład wspólnoty administracyjnej Allershausen. Leży około 15 km na północny zachód od Freising, przy autostradzie A9.

## Dzielnice
Dzielnicami w gminie są: Angerhöfe, Hohenbuch, Johanneck, Kreuth, Letten, Paunzhausen, Schernbuch, Walterskirchen i Wehrbach.

## Demografia
Dane o ludności z 31 grudnia 2008:
| Opis                                | Ogółem | Ogółem | Kobiety | Kobiety | Mężczyźni | Mężczyźni |
| ----------------------------------- | ------ | ------ | ------- | ------- | --------- | --------- |
| Jednostka                           | osób   | %      | osób    | %       | osób      | %         |
| Populacja                           | 1546   | 100    | 739     | 47,8    | 807       | 52,2      |
| Wiek przedprodukcyjny (0–17 lat)    | 318    | 20,57  | 146     | 9,44    | 172       | 11,13     |
| Wiek produkcyjny (18–65 lat)        | 1000   | 64,68  | 477     | 30,85   | 523       | 33,83     |
| Wiek poprodukcyjny (powyżej 65 lat) | 228    | 14,75  | 116     | 7,5     | 112       | 7,24      |

## Polityka
Wójtem gminy jest Johann Daniel, wcześniej urząd tan obejmował Manfred Daniel, rada gminy składa się z 12 osób.
|      | CSU | BL | UWG | FW | Razem |
| 2008 | -   | 6  | -   | 6  | 12    |
| 2002 | 2   | 4  | 6   | -  | 12    |